# Liste der Vertriebenendenkmale in Brandenburg

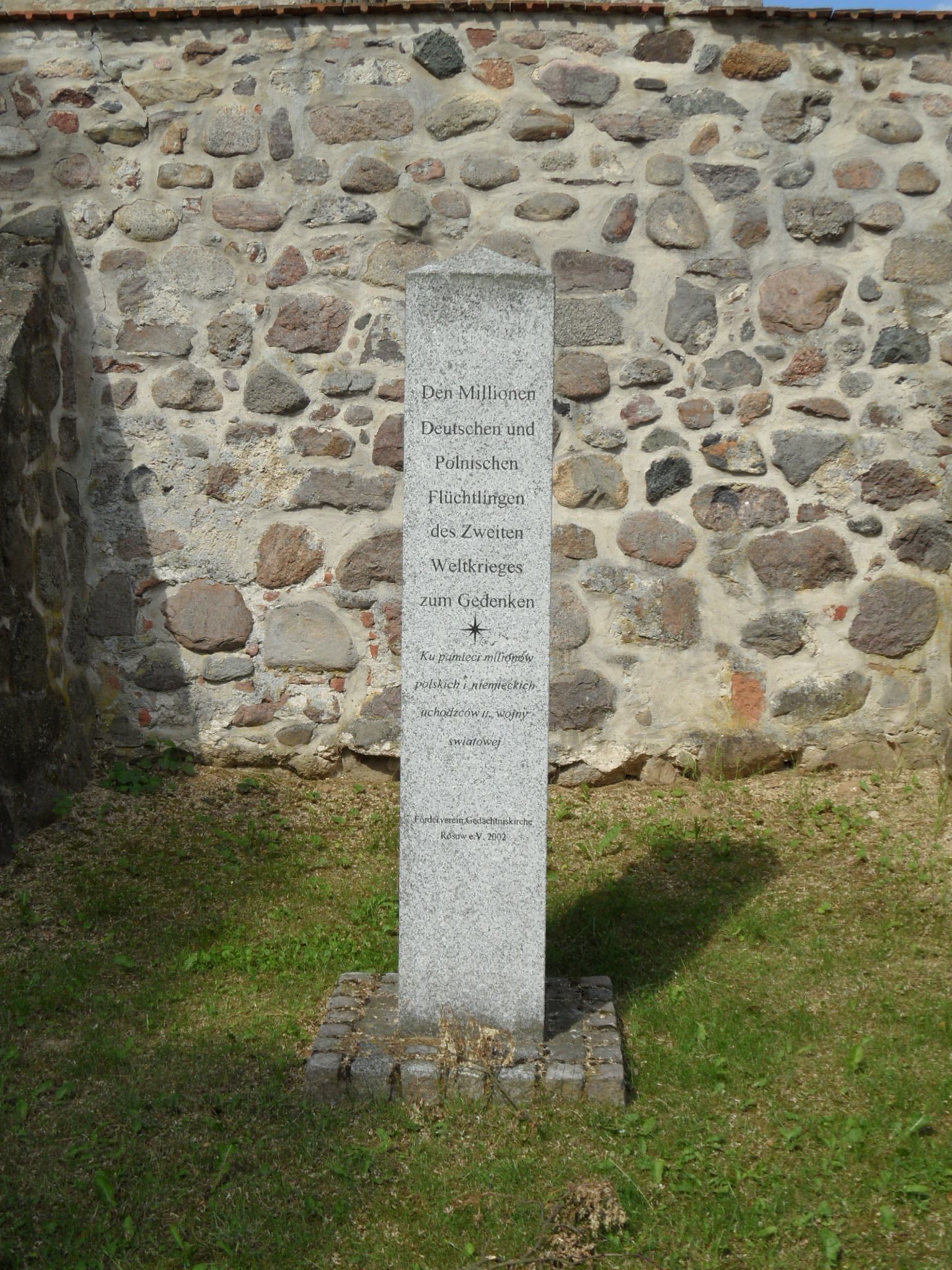
Deutsch-polnische Erinnerung in Rosow

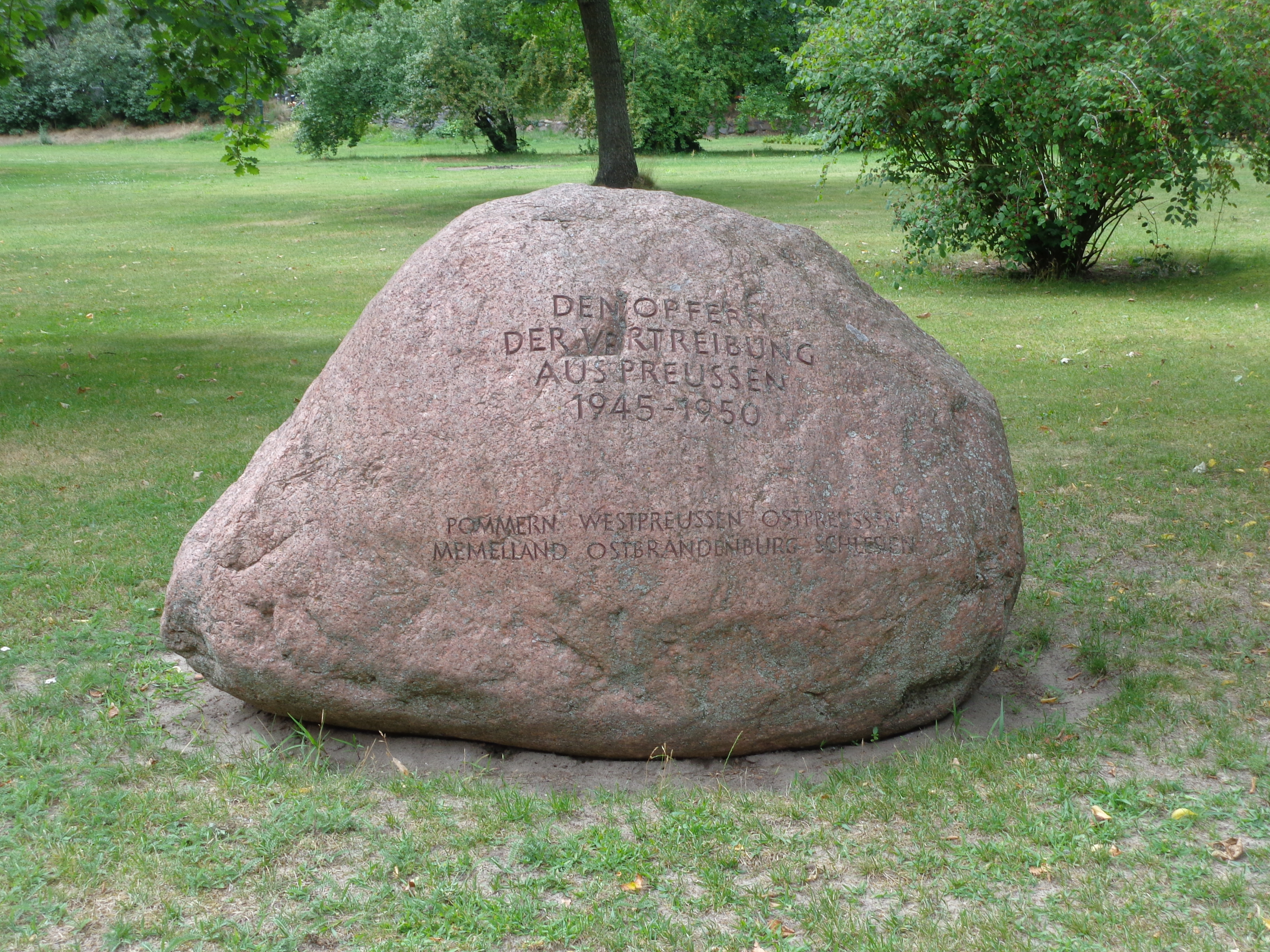
Vertriebenenstein in Wustrau

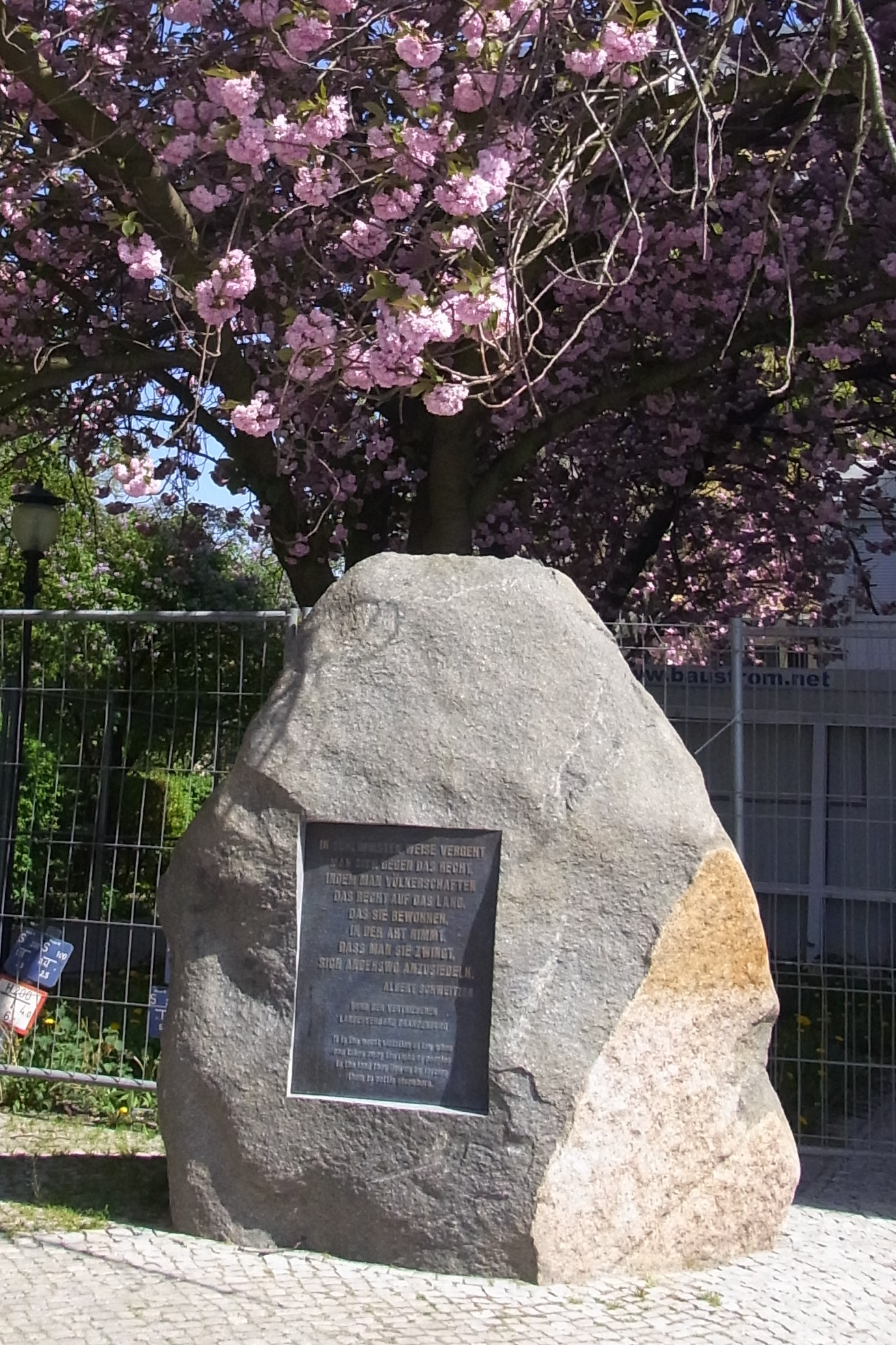
Gedenkstein für Vertriebene, Am Alten Markt 8, Potsdam

Diese Liste der Vertriebenendenkmale in Brandenburg verzeichnet die Vertriebenendenkmale in Brandenburg.

## Liste
- Marienberg (Brandenburg an der Havel), Gedenkstein an der Willi Sänger-Straße: „Den Opfern von Weltkrieg, Flucht, Vertreibung und Deportation zum Gedenken. Bund der Vertriebenen Stadt Brandenburg an der Havel.“
- Fürstenwalde/Spree, Gedenkkreuz auf dem Neuen Friedhof: Vaterunser. „Dem Andenken der Russlanddeutschen, von denen über eine Million in der Sowjetunion unter dem Stalin-Regime in Lagern vernichtet wurden.“
- Hohenwutzen, Gedenkstein am Ortseingang, Bundesstraße 158: „Oderland – Heimatland. Zur Erinnerung an den Kreis Königsberg in der Neumark“ (1993)
- Jerischke, an der 1945 zerstörten Neißebrücke von Groß Särchen, jetzt in Pusack: „Unsere Brücke zum Einst. Dank dem Gestern, Aussöhnung im Heute, Segen dem Morgen. Arbeitskreis Sorau – Heimatfreunde Groß- und Klein Särchen.“
- Waldfriedhof (Luckenwalde), Ehrenfeld Mohrungen, 6 Namensstelen: „Heimat – Zuspruch und Tröstung. Wir ehren unsere Toten. Heimatvertriebene aus dem Kreis Mohrungen in Ostpreußen und anderen Heimatgebieten im Osten. Die von 1945 bis 1947 im Luckenwalder Umfeld durch Krieg und Flucht ihr Leben verloren. BdV Teltow-Fläming.“
- Mescherin: Deutsch-polnische Stele bei der Gedächtniskirche Rosow (2002)
- Neustadt (Dosse), Friedhof, Hochkreuz: „Im Gedenken an die Opfer der Vertreibung des II. Weltkrieges“
- Plattenburg, Gedenkstein: „Zur Erinnerung an Opfer und Leid durch Flucht und Vertreibung als Folge des 2. Weltkrieges. BdV Perleberg 1995.“
- Wustrau-Altfriesack: Gedenkstein beim Eingang zum Brandenburg-Preußen Museum
- Potsdam: Gedenkstein, Am Alten Markt 8, neben dem Alten Rathaus, mit einer eingelassenen Metallplatte. Der Stein wurde am 13. November 2003 vom Bund der Vertriebenen Landesverband Brandenburg eingeweiht. Er befindet sich am Standort der ehemaligen Sammelstelle für ankommende Flüchtlinge im Frühjahr 1945. Die Gedenktafel trägt die Inschrift „In schlimmster Weise vergeht man sich gegen das Recht, indem man Völkerschaften das Recht auf das Land, das sie bewohnen, in der Art nimmt, dass man sie zwingt, sich anderswo anzusiedeln“, ein Zitat von Albert Schweitzer.